# Colombo
Pour les articles homonymes, voir Colombo (homonymie).
Colombo (en singhalais : කොළඹ, Kolamba, /ˈkəlɐmbɞ/ ; en tamoul : கொழும்பு, Koḻumpu, /koɻumbu/) est la capitale économique du Sri Lanka et sa plus grande ville par le nombre d'habitants.
Située sur la côte occidentale de l'île, elle jouxte Sri Jayawardenapura Kotte, la capitale administrative. Elle compte 561 314 habitants ; la population de la région métropolitaine de Colombo (composée des districts de Colombo, Gampaha et Kalutara) est estimée à 5 648 000 habitants, pour une superficie de 3 694 km2.
Le nom Colombo, attribué par les Portugais à leur arrivée sur l'île en 1505, dérive probablement du toponyme Kolon Thota (en cingalais classique : « port sur la rivière Kelani »). Une autre hypothèse le fait dériver du nom cingalais Kola-amba-thota (en cingalais : « port de la mangue »), qui aurait été altéré par les Portugais en l'honneur de Christophe Colomb.
Colombo bénéficie depuis environ deux millénaires de sa position stratégique sur les voies commerciales maritimes, entre l'Europe et Moyen-Orient d'une part, et l'Asie de l'autre, ainsi que de son port naturel. Elle a été la capitale administrative et politique de l'île pendant la domination britannique, de 1815 à 1948, puis pendant les trente premières années du Sri Lanka indépendant. Elle est aujourd'hui le centre de l'activité économique du pays, et accueille de nombreux centres d'affaires, sièges sociaux, restaurants et salles de spectacle. Parmi les lieux symboliques de Colombo, on cite généralement la promenade de Galle Face Green, le long de l'océan Indien, le Viharamahadevi Park et le musée national sri lankais.

## Géographie

### Topographie

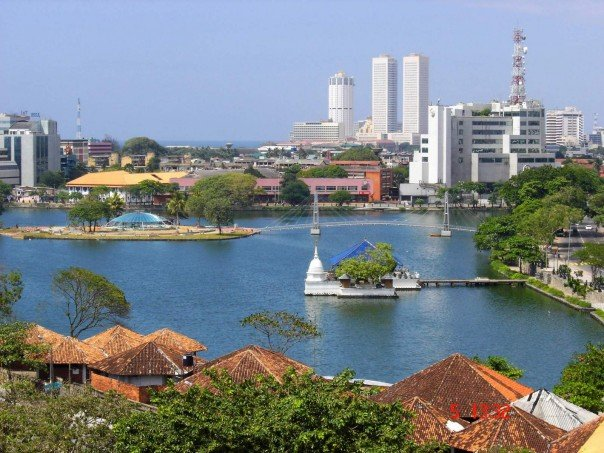
Une partie du lac Beira à Colombo

Colombo est située sur le littoral de l'océan Indien, au sud-ouest de l'île de Sri Lanka.
La ville possède de nombreux canaux, ainsi qu'un lac de 65 hectares en son centre, le lac Beira. Le lac constitue l'un des points de repère les plus connus de Colombo et fut longtemps utilisé par les colonisateurs pour défendre la ville. Les limites nord et nord-est de la ville sont formées par la rivière Kelani, qui se jette dans l'océan dans un quartier de la ville nommée Modera (mōdara en cingalais, qui signifie delta).

### Climat
La ville connaît un climat influencé par la mousson d'été. L'atmosphère est continuellement chaude et moite, avec une humidité relative supérieure à 70 % toute l’année et pouvant atteindre 90 % au mois de juin. Le climat est de type tropical. La mousson de Yala touche Colombo de mai à août. On observe une grande similitude entre le climat de l'île et celui du sud de l'Inde : deux moussons (en avril et mai, puis de septembre à novembre), un hiver et un été secs. En revanche, les périodes de pluie peuvent être sévères et provoquer de fortes inondations. Ainsi, plus de 20 centimètres d'eau peuvent tomber en six heures, accompagnés de vents violents.
| Mois                              | jan. | fév. | mars | avril | mai | juin | jui. | août | sep. | oct. | nov. | déc. | année |
| --------------------------------- | ---- | ---- | ---- | ----- | --- | ---- | ---- | ---- | ---- | ---- | ---- | ---- | ----- |
| Température minimale moyenne (°C) | 22   | 23   | 24   | 25    | 26  | 26   | 25   | 25   | 25   | 24   | 23   | 23   | 24    |
| Température moyenne (°C)          | 27   | 27   | 28   | 29    | 29  | 28   | 28   | 28   | 28   | 27   | 27   | 27   | 28    |
| Température maximale moyenne (°C) | 31   | 31   | 32   | 32    | 31  | 30   | 30   | 30   | 30   | 30   | 30   | 30   | 30    |
| Précipitations (mm)               | 62   | 69   | 130  | 253   | 382 | 186  | 125  | 114  | 236  | 369  | 310  | 168  | 2 426 |

## Histoire
Colombo était probablement connue des marchands romains, arabes et chinois dans l'Antiquité. Des communautés musulmanes s'y installent au VIIIe siècle et prennent le contrôle des échanges marchands entre le monde cingalais et le reste du monde,. Les Portugais s'y installent au XVIe siècle, y construisant un fort afin de protéger leur commerce d'épices. Les Néerlandais prennent la ville au XVIIe siècle, avant que les Britanniques ne fassent de Colombo la capitale de leur colonie (alors nommée Ceylan) en 1802.

### Domination portugaise

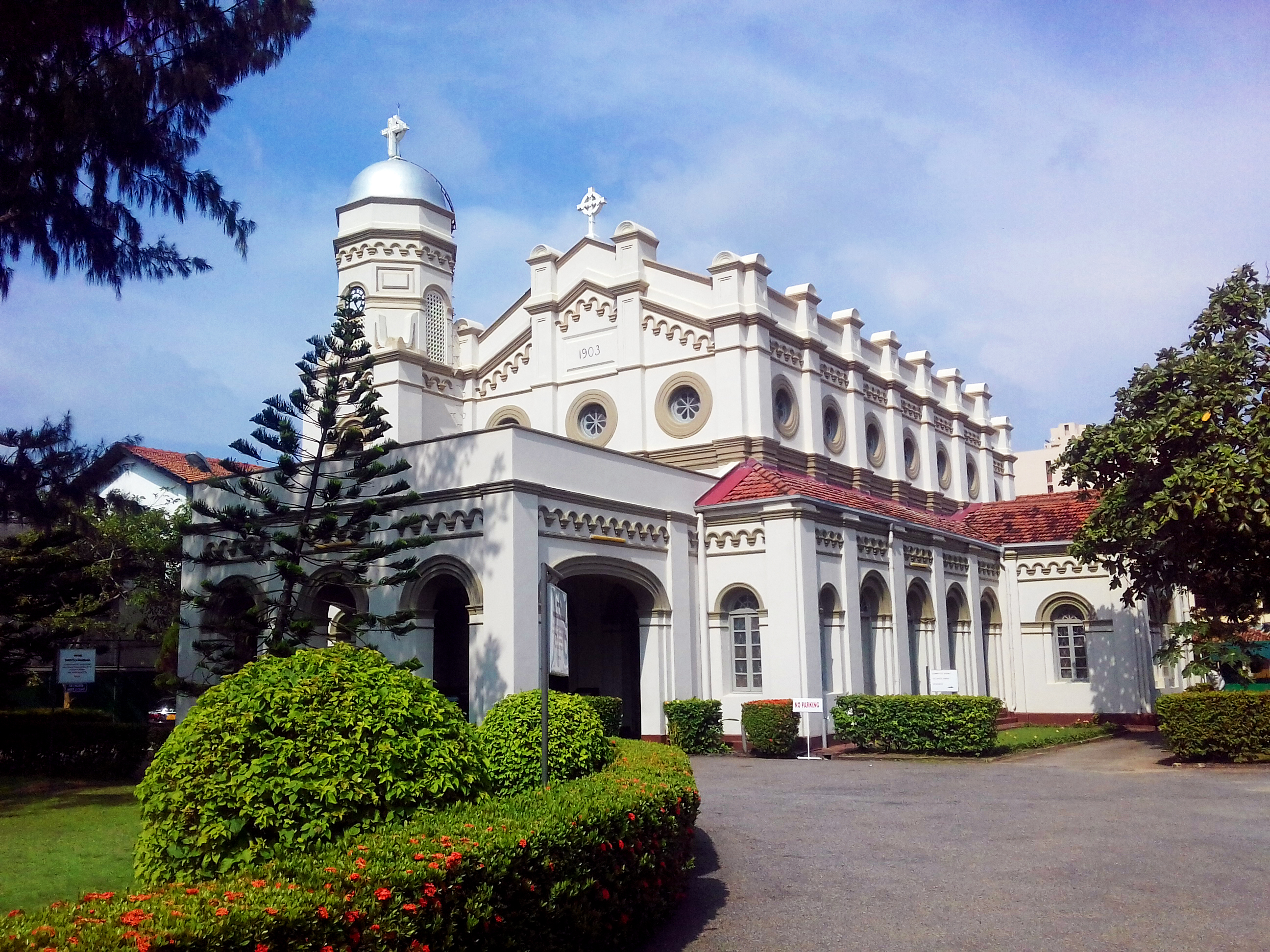
Église de Saint-Paul, construite par les Portugais. Elle est l'une des églises les plus anciennes du Sri Lanka.

Les explorateurs portugais, menés par Lourenço de Almeida, sont arrivés la première fois au Sri Lanka en 1505. Lors de leur première visite, ils signent un traité avec le roi de Kotte, Parakramabahu VIII (1484-1508), qui les autorise à faire le commerce de la cannelle cultivée dans les îles. Dans ce même traité, le roi donne pleine autorité aux Portugais sur le littoral, à charge pour eux de protéger l'île des envahisseurs. Ils obtiennent enfin le droit d'établir un comptoir commercial à Colombo. Peu après, ils expulsent les habitants musulmans de Colombo et y construisent un fort en 1517.
Les Portugais réalisent rapidement que le contrôle du Sri Lanka est nécessaire à la protection de leurs comptoirs en Inde et cherchent alors à manipuler les dirigeants du royaume de Kotte pour y parvenir. Après avoir habilement exploité des rivalités internes à la famille royale, ils prennent le contrôle d'une grande partie du royaume. Le roi cingalais Mayadunne établit alors un nouveau royaume à Sitawaka.
Il reprend ensuite une grande partie du royaume de Kotte et force les Portugais à se retirer vers Colombo, qui est alors fréquemment assiégée par Mayadunne et ses successeurs comme roi de Sitawaka. Les Portugais sont alors obligés de solliciter des renforts dans leur établissement de Goa. Cependant, après la chute du royaume en 1593, les Portugais reprennent le contrôle de toute la côte, avec Colombo comme capitale,.

### Domination hollandaise

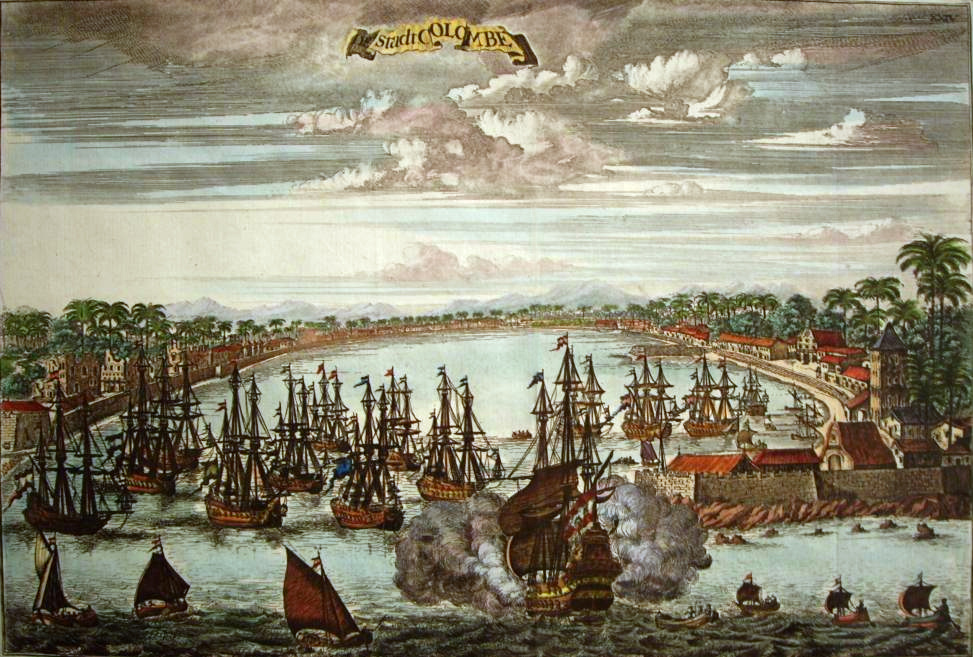
Gravure hollandaise de Colombo par Johannes Kip, autour de 1680.

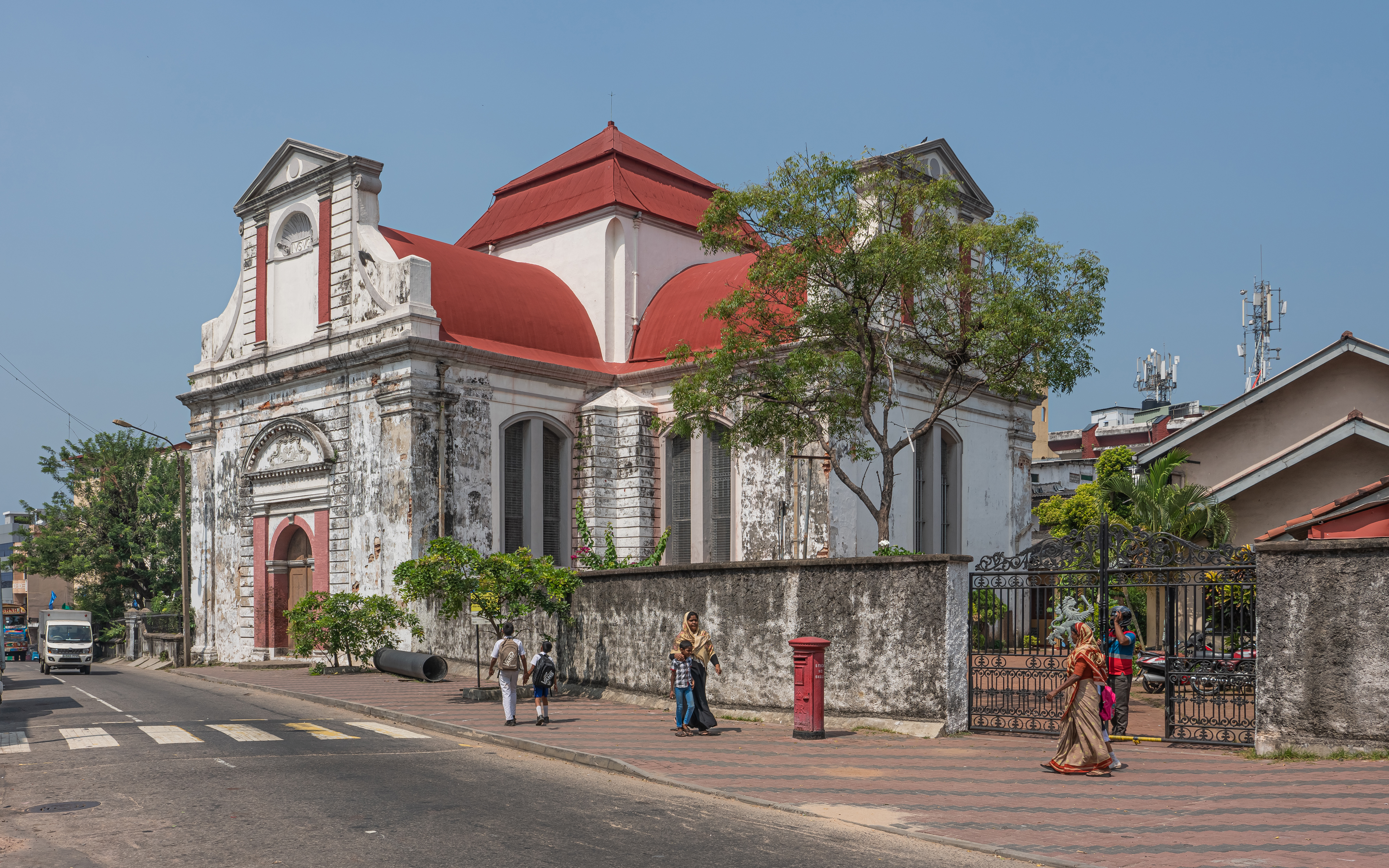
L'église Wolvendaal, construite par les Hollandais en 1749.

En 1638 les Hollandais signent un traité avec le roi Rajasinha II de Kandy, lui assurant une assistance militaire dans sa guerre contre les Portugais en échange du monopole commercial dans l'île. Les Portugais résistent un temps aux offensives des Hollandais et des Cingalais, mais leurs forteresses tombent les unes après les autres à partir de 1639. Les Hollandais prennent Colombo en 1656 après un siège épique, au terme duquel les 93 Portugais survivants se voient offrir un sauf-conduit pour sortir du fort. Même si les Hollandais restaurent un temps l'autorité des rois cingalais, ils prennent par la suite le contrôle des terres de l'île les plus riches en cannelle, notamment autour de Colombo, qui sert alors de capitale des provinces maritimes sous le contrôle de la compagnie néerlandaise des Indes orientales jusqu'en 1796,.

### Domination britannique
Après la prise de Colombo par les Britanniques en 1796, la ville reste une simple base militaire jusqu'à la chute du royaume de Kandy en 1815. Elle devient alors la capitale de la nouvelle colonie de la couronne de Ceylan. À la différence des Portugais et des Hollandais avant eux, pour qui Colombo n'était qu'un fort militaire, les Britanniques commencent à construire des maisons et des édifices publics autour de la forteresse, qui donneront son visage à la ville actuelle de Colombo.
Initialement, la ville est placée sous l'autorité d'un collector, le premier étant John Macdowell. Ensuite, en 1833, un « agent du gouvernement » issu de l'administration coloniale prend en charge la gestion de la ville. Des siècles de colonisation ayant affaibli les pouvoirs locaux, les Britanniques mettent en place, en 1865, un conseil municipal pour amener la population à une forme d'autogouvernance. L'assemblée législative de Ceylan (Legislative Council of Ceylon en anglais) met alors en place le conseil municipal de Colombo en 1865. Ce dernier se réunit pour la première fois le 16 janvier 1866. À cette époque, la population de la région est d'environ 80 000 habitants.
Pendant toute la période où ils contrôlent Colombo, les Britanniques mettent en place une grande partie de ce qui est le plan de la ville actuelle. À certains endroits, on peut encore voir aujourd'hui des sols de granit datant de cette époque,.

### L'indépendance

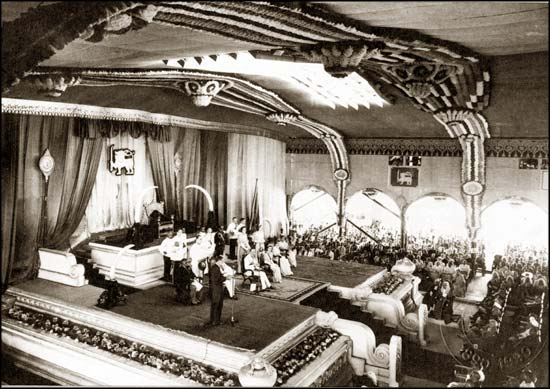
La cérémonie officielle marquant le début de l'indépendance, située à Independence Square à Colombo. L'Independence Memorial Hall a été par la suite construit sur ce lieu pour commémorer l'événement.

La période coloniale prend fin pacifiquement en 1948 quand Ceylan gagne son indépendance de la Grande-Bretagne. Par l'impact énorme de cet évènement sur la population de la ville et du pays tout entier, les changements causés par la période coloniale sont radicaux. Une nouvelle culture prend place, les lois et coutumes sont renouvelées, les habitudes vestimentaires, religions et même les noms propres ont changé. Ces changements culturels sont suivis d'un renforcement de l'économie du pays. Jusqu'à aujourd'hui, l'influence des Portugais, Hollandais et Britanniques est clairement visible dans l'architecture, les noms, les vêtements, la nourriture, le langage et les comportements. Les bâtiments de ces différentes époques témoignent encore maintenant du passé turbulent de Colombo. La ville et ses habitants présentent un intéressant mélange de style de vie européen et de coutumes locales.
Historiquement, Colombo désignait la zone autour du fort et du marché de Pettah, connu pour la variété des produits que l'on y trouve ainsi que pour le symbole local, la Khan Clock Tower, une tour construite au début du XXe siècle. Aujourd'hui, Colombo désigne la zone gérée par le conseil municipal. Le nom de Colombo est également fréquemment utilisé pour désigner la conurbation du « grand Colombo », qui inclut d'autres municipalités comme Kotte et Dehiwela.
Même si Colombo perd son titre de capitale nationale dans les années 1980, elle constitue toujours le principal pôle économique de l'île. La plupart des pays maintiennent de plus leurs ambassades à Colombo plutôt que dans la nouvelle capitale voisine de Sri Jayawardenapura.

## Économie
Une grande majorité des entreprises industrielles du Sri Lanka ont leur siège à Colombo, ce qui se traduit par la présence de nombreux immeubles de bureaux de grande taille, dont le World Trade Center, inauguré en 1997 - qui était à l'époque, avec ses deux tours de 152 mètres, le deuxième immeuble de bureaux d'Asie du Sud par la hauteur. Les secteurs industriels présent dans la ville sont l'industrie chimique, l'industrie textile, la verrerie, la cimenterie, l'industrie de transformation de produits agricoles tel les oléagineux ou le tabac, et l'industrie légère centrée sur les articles en cuir, sur les meubles et sur la joaillerie. On trouve aussi dans les environs de la ville une raffinerie de pétrole ainsi qu'un complexe sidérurgique.
Colombo possède aussi un port important, à travers lequel passe une part importante des exportations de l'île: le thé, le caoutchouc, l'huile, la noix de coco, l'huile de coprah et les pierres précieuses. 3,75 millions de conteneurs EVP y ont été manipulés en 2008, ce qui représente une hausse de 10,7 % par rapport à 2007 ; le transbordement représente les trois quarts de l'activité du port.
La région métropolitaine de Colombo (CMR), qui comprend notamment Kotte, la capitale administrative nationale, regroupe environ 80 % des industries du pays.

## Administration et politique

### Capitale nationale
Colombo était la capitale des zones côtières contrôlées par les Portugais, les Hollandais puis les Britanniques de 1700 à 1815, quand les Britanniques prirent le contrôle de l'ensemble de l'île. La ville devient alors la capitale nationale, et le reste après l'indépendance jusque dans les années 1980. À cette époque naissent des projets pour déplacer la capitale administrative vers Sri Jayawardenapura, ainsi que toutes les institutions gouvernementales basées à Colombo. La première étape est le déplacement du parlement du Sri Lanka vers un nouveau bâtiment. Il sera suivi par plusieurs ministères et institutions gouvernementales. Le déménagement complet ne sera cependant jamais achevé et de nombreuses institutions se trouvent encore aujourd'hui à Colombo, comme la résidence présidentielle, le secrétariat de la présidence, la résidence et les bureaux du premier ministre (Temple Trees), la cour suprême, la banque centrale du Sri Lanka, ainsi que de nombreux ministères (Défense, Intérieur, Affaires étrangères ou Justice) et les quartiers généraux de l'armée et de la police,.

### Gestion municipale
La gestion de la ville de Colombo est définie par une charte, c'est-à-dire qu'elle ne découle pas d'une loi nationale. Elle est gouvernée par un conseil municipal avec un maire élu à sa tête. Le maire et le conseil sont élus lors d'élections locales tous les 5 ans. Lors des 50 dernières années, la ville a été gouvernée par le parti national uni (UNP), jusqu'en 2006. Cette année-là, la liste présentée par l'UNP est rejetée, un groupe indépendant, soutenu par l'UNP gagne les élections. Uvais Mohamed Imitiyas accède alors à la fonction de maire de Colombo,.
Liste des maires de Colombo

### Jumelages
La ville de Colombo est jumelée avec les villes de :
- Saint-Pétersbourg (Russie)
- Leeds (Royaume-Uni)
- Oulan Bator (Mongolie)
- Shanghai (Chine)

## Transport

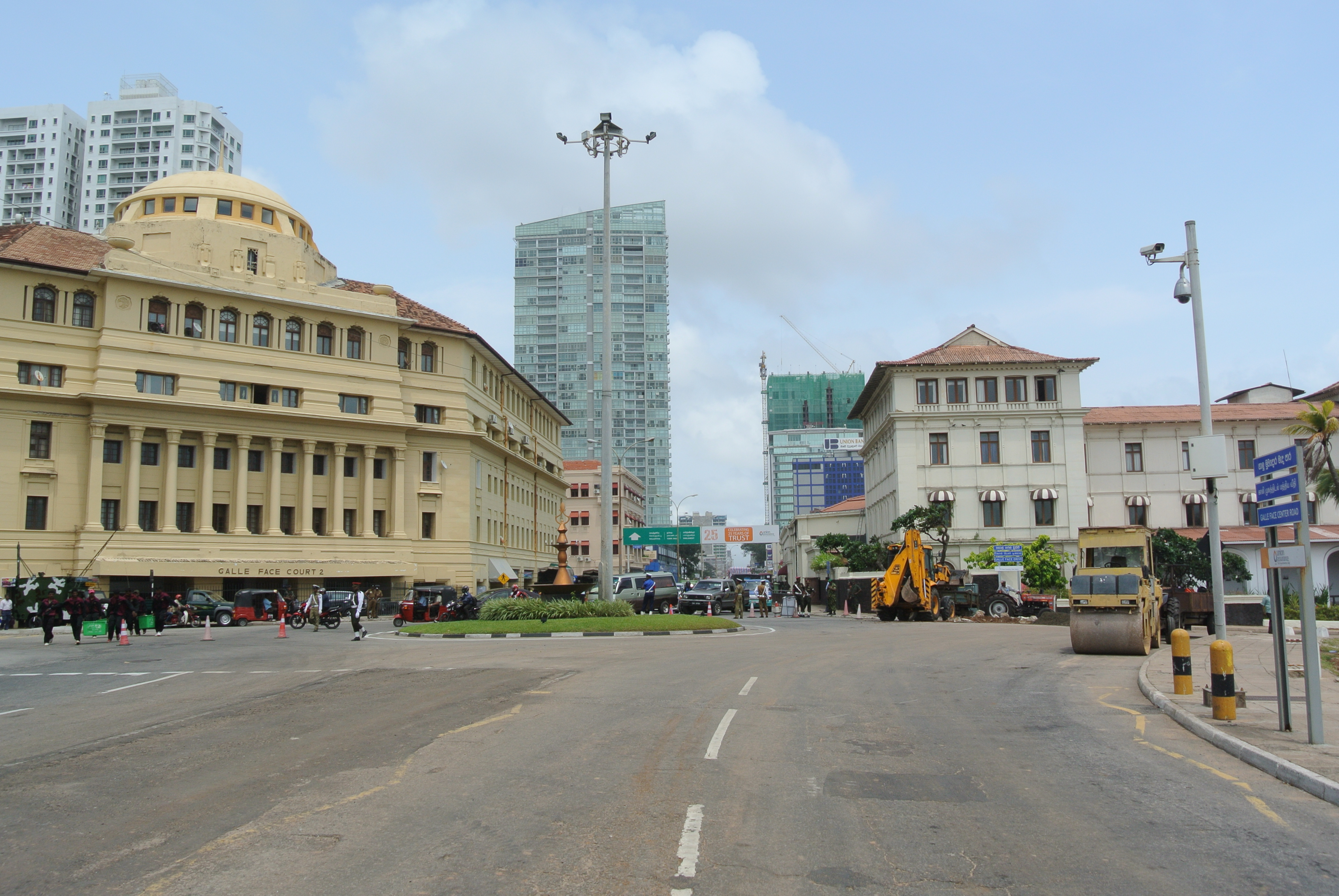
Rond-point au centre de Colombo sur la route nationale A2

À Colombo, le trafic s'est accru de 2,8 % par an entre 1961 et 1979 et de 5,4 % par an lors des vingt années suivantes. Le plus gros de ce trafic provient du transport en voitures (11,8 % d'augmentation entre 1985 et 1995), tandis que dans le même temps, le transport par voie ferrée ne progressait que de 2,8 % et le transport par bus de 4 %. On estime que, chaque jour, 315 504 voitures transportant deux millions de passagers circulent dans la ville. Les taxis et les autorickshaws (triporteurs) sont nombreux.
Le réseau de transports publics de la ville de Colombo repose sur les bus. Il existe un opérateur public, le Sri Lanka Transport Board (SLTB) et des opérateurs privés. Les gares de Central Bus Stand et de Fort Railway station sont les principaux nœuds du réseau de bus et assurent la liaison avec le transport ferroviaire, principalement destiné aux liaisons avec les autres villes du Sri Lanka ; il existe plusieurs lignes, en direction de Badulla, Matara, Vavuniya et Avissawella. Un réseau de tram fonctionnait jusqu'aux années 1970.
La construction d'un métro (Colombo Metro Rail) est en projet, en vue de remédier aux problèmes récurrents rencontrés par le trafic urbain (encombrement, pollution). Un consortium indo-singapourien, NEB Rapid Infrastructure Projects Pvt.Ltd., a été chargé de le mener à bien, pour un coût de l'ordre de 800 millions de dollars.
Colombo est desservi pour les vols internationaux (notamment avec la ville indienne de Chennai) par l'aéroport international Bandaranaike (code IATA : CMB) qui se trouve à Katunayake, à 35 kilomètres au nord de la ville. Cet aéroport est le hub de la compagnie nationale SriLankan Airlines. Les vols locaux sont assurés à l'aéroport Ratmalana, qui sert également de base à l'armée de l'air sri lankaise.
Enfin, le port de Colombo est l'un des plus grands et des plus actifs du pays. D'une grande importance à l'époque coloniale, le port, artificiel, s'est agrandi au fil des ans. Le trafic annuel de conteneur y était de 3,5 millions d'équivalent vingt pieds en 2008, en augmentation de plus de 10 % par rapport à 2007. Une nouvelle expansion du port est prévue.

## Culture

### Évènements annuels
Le festival principal de Colombo célèbre la naissance, l'illumination et la mort du Bouddha le même jour En cingalais, cette célébration est nommée Vesak. Pendant ce festival, la majeure partie de la ville est décorée de lampions et autres sources de lumières. Le festival a lieu à la mi-mai et dure une semaine pendant laquelle de nombreux sri lankais visitent la ville pour profiter des lumières et décorations. Cette semaine donne également lieu à des distributions gratuites de riz, boissons et autres nourritures dans des endroits nommés dunsal (qui signifie « lieu de charité »).
Noël constitue également un évènement majeur dans la ville, même si les chrétiens ne représentent que 7 % de la population du pays.

### Spectacles
Colombo compte plusieurs salles de spectacles, notamment concernant la musique et le théâtre. Les plus célèbres sont le théâtre Lionel Wendt Theater, l'Elphinstone et le Tower Hall, qui comptent tous trois une longue histoire marquée par la culture occidentale. Le Navarangahala est le premier théâtre national conçu et construit pour les productions musicales et théâtrales de style asiatique.

### Musées et galeries d'art
Le musée national de Colombo fut installé le 1er janvier 1877 pendant le mandat du gouverneur britannique Sir William Henry Gregory. Non loin se situe le musée national d'histoire. Le musée comporte notamment les joyaux de la couronne et le trône du dernier souverain du royaume de Kandy, Sri Vikrama Rajasinha. On trouve également le musée hollandais de Colombo qui retrace l'histoire de la colonisation hollandaise du pays. Colombo ne comporte pas de galerie d'art majeure, mais on peut cependant admirer quelques chefs-d'œuvre de l'art sri lankais à la galerie d'art de Green Path.

## Sport

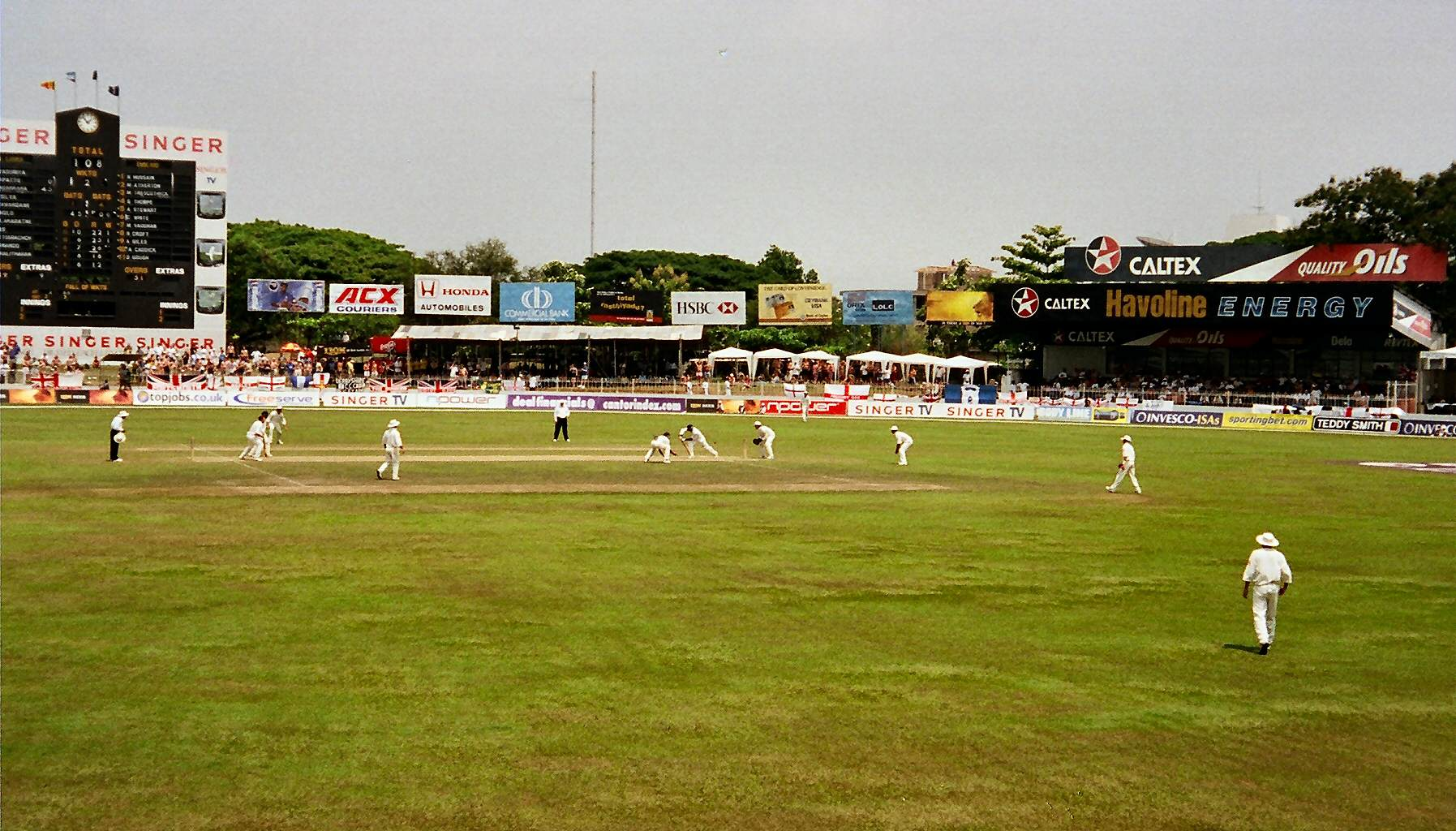
Sinhalese Sports Club, stade de cricket.

Le sport le plus populaire au Sri Lanka est le cricket. 22 stades de cricket ont été construits à Colombo durant le XXe siècle. Un stade de 6 000 places nommé le Colombo Cricket Club Ground, car il accueille les matchs de l'équipe local du Colombo Cricket Club, y a été construit en 1927. Le plus grand stade de cricket de Colombo est le Sinhalese Sports Club. Il permet d'accueillir 10 000 spectateurs.
Un des clubs de football les plus réputés de Colombo est le Saunders Sports Club. Il a remporté 10 championnats depuis 1985.
Un terrain de rugby jouxte le parc Viharamahadevi, anciennement  Viharamahadevi Park, implanté dans le port de Colombo. Ce terrain fut utilisé par les joueurs de la première division de cricket de Colombo, entre 1927 et 1935. Leur équipe a joué contre une équipe anglaise en tournée en 1927, et contre l'équipe australienne en 1935.

## Architecture
Colombo présente un large éventail de monuments dont l'architecture couvre plusieurs siècles et présente de nombreux styles. Des édifices coloniaux influencés par les styles des colonisateurs (styles portugais, hollandais et anglais) côtoient des bâtiments construits dans des styles d'architecture bouddhiste, hindoue, islamique, indienne et contemporaine. Dans la zone dite du fort, au cœur de la ville, les gratte-ciels comme le Grand Hyatt (230 m) cohabitent avec des immeubles datant du XVIIIe siècle,.
Fort de Colombo

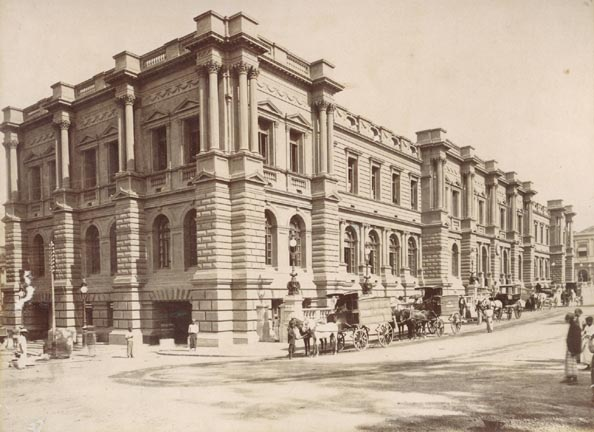
La poste principale, en style anglais du début du XXe siècle.

Les Portugais, premiers européens à s'installer à Colombo, établissent un petit établissement commercial qui servira plus tard de base au principal fort de l'île. Les Hollandais agrandissent le fort et créent l'ancien port fortifié de Colombo. Avec l'arrivée des Britanniques, les fortifications deviennent obsolètes et sont détruites au XIXe siècle pour laisser place au développement de la ville. Même s'il n'en reste rien aujourd'hui, la zone qui accueillait la forteresse est toujours désignée sous le nom de « fort » et les zones adjacentes forment le quartier de « Pettah » (pita-koutuwa signifie « en dehors du fort » en cingalais),.
Bâtiments de la période hollandaise
Il ne reste aucun bâtiment de la période portugaise et très peu de l'époque hollandaise de la colonisation de Colombo. Parmi ceux qui restent, on trouve le bâtiment le plus vieux du quartier du fort, l'hôpital hollandais (Dutch Hospital), la maison hollandaise (Dutch House) qui abrite le musée hollandais de Colombo et plusieurs églises. La résidence présidentielle (President's House, anciennement Queen's House) était à l'origine la résidence du gouverneur hollandais, puis des gouverneurs britanniques successifs. Ce bâtiment a cependant subi de nombreuses transformations depuis l'époque hollandaise. À côté de ce bâtiment, on trouve les Gordon Gardens, jardins non accessibles au public,,.
Bâtiments de la période britannique
De nombreux vieux bâtiments du quartier du fort, ainsi que d'autres parties de la ville, datent de la période de la colonisation britannique, notamment de nombreux bâtiments administratifs, commerciaux ou de logements privés. Parmi les bâtiments gouvernementaux remarquables datant de cette époque, on peut citer l'ancien parlement (aujourd'hui secrétariat de la présidence), le Republic Building qui abrite de nos jours le ministère des affaires étrangères après avoir accueilli l'assemblée législative nationale, le bâtiment général du Trésor, l'ancienne poste principale face à la résidence du président, les bureaux du premier ministre et la faculté de mathématique de l'Université de Colombo (anciennement collège royal), Université de Kelaniya. Parmi les édifices commerciaux, on peut remarquer l'hôtel Galle Face, le complexe Cargills & Millers et le Grand Oriental Hotel. De nombreux clubs de la ville donnent à voir un aperçu du style de vie britannique de l'époque comme l'Orient Club, le 80's Club ou le Colombo Cricket Club,.
Bâtiments construits depuis l'indépendance
La ville comprend plus d'une trentaine de gratte-ciel dont le plus ancien est la Bank of Ceylon Headquarters achevé en 1985.
La plus haute tour de la ville et aussi du pays est la Lotus Tower haute de 350 m et achevée en 2019

## Religion
La ville de Colombo est le siège d'un diocèse catholique et possède la cathédrale Sainte-Lucie (en). Depuis 2002, Oswald Gomis est évêque de Colombo.

## Personnalités liées à la ville
- Frank Wall (1868-1950), médecin-militaire et herpétologiste britannique,
- Ananda Coomaraswamy (1877-1947), historien de l'art et penseur sri lankais,
- Agnes de Silva (1885-1961), militante féministe srilankaise pour les droits des femmes,
- Paulus Edward Pieris Deraniyagala (1900-1973), artiste et zoologiste sri lankais,
- Junius Richard Jayewardene (1906-1996), homme politique, deuxième président du Sri Lanka,
- Arthur C. Clarke (1917-2008), écrivain de science-fiction, futurologue,
- Lester James Peries (1919-2018), réalisateur, scénariste, producteur et monteur sri lankais
- Charles Antony Richard Hoare (né en 1934), informaticien britannique et professeur de l'université d'Oxford,
- Jezima Ismail (née en 1935), activiste des Droits de l'Homme, éducatrice et animatrice, fréquenta une école de Colombo.
- Chandra Wickramasinghe (né en 1939), professeur de mathématiques appliquées et d'astronomie à l'université de Cardiff,
- Tyronne Fernando (1941-2008), homme politique sri lankais,
- Anura Bandaranaike, (1949-2008), homme politique sri lankais,
- David Wilkie (1954-), nageur écossais, champion olympique.
- George Alagiah (1955-2023), présentateur britannique.
- Louiqa Raschid (née en 1958), chercheuse en informatique, professeur aux États-Unis.
- Bernard White (né en 1959), acteur, réalisateur et scénariste américain,
- Beverley Craven (née en 1963), chanteuse-compositrice et pianiste anglaise,
- Shyam Selvadurai (né en 1965), écrivain canadien / sri lankais,
- Mahela Jayawardene (né en 1977), joueur de cricket international sri lankais.
- Jayanthi Kuru-Utumpala (née en 1979), alpiniste et militante pour les droits des femmes. Première Sri Lankaise à avoir atteint le sommet de l'Everest
- Ranil Wickremesinghe (né en 1949), homme politique sri-lankais.